# Idiocera arabiensis
Idiocera arabiensis là một loài ruồi trong họ Limoniidae. Chúng phân bố ở miền Cổ bắc.